# Odon de Novare
Pour les articles homonymes, voir Odon.
Odon de Novare, vénéré comme bienheureux dans l'Église catholique, est un moine chartreux qui vécut au XIIe siècle dans le nord de l'Italie.

## Hagiographie
Né en 1100, à Novare, Odon, profès de  la chartreuse de Casotto, commença sa vie en voyageant beaucoup : il fut d'abord envoyé pour prêcher dans les Balkans, il fut prieur de la  chartreuse de Jurklošter, puis il alla à Rome pour y régler, auprès du Pape Clément III, un différend religieux, et enfin, il revint au monastère de Tagliacozzo où il vécut le restant de sa vie enfermé dans sa cellule.
Il y est mort en 1198.
Déjà, de son vivant, de nombreux miracles eurent lieu en sa présence, lesquels s'amplifièrent après sa mort. Le Pape Grégoire IX fit effectuer une enquête sur ces manifestations pieuses. Son culte est resté local jusqu'en 1859 où il fut approuvé officiellement.
Il est fêté le 14 janvier.

## Représentation
Odon est représenté habituellement sous la bure blanche des chartreux portant un long bâton en souvenir de ses pérégrinations.